# Liste der namibischen Grenzübergänge
Dies ist eine Liste namibischer Grenzübergänge. Grenzüberschreitender Verkehr sieht an den Grenzen zu den vier Nachbarstaaten Namibias teils sehr unterschiedlich aus: Von und nach Angola dominiert der Personenverkehr in die bevölkerungsreichen „Vier O-Regionen“. Richtung Osten hat seit dem Ausbau der Fernstraßen Trans-Caprivi-Highway und Trans-Kalahari-Highway der Güterverkehr stark an Bedeutung gewonnen, und im Süden bestehen zur Republik Südafrika die bestausgebauten Grenzübergänge.
Als Mitgliedsstaat der Südafrikanischen Entwicklungsgemeinschaft und
der Zollunion des Südlichen Afrika bemühen sich Namibia und die Länder des Südlichen Afrika, langfristig Grenzen und andere Hindernissen für den freien Verkehr weiter abzubauen.
Namibia verfügt über Land-, See- und Luftfahrtgrenzübergänge.

## Straßen-, Fähr- und Wegübergänge
| Grenzübergang                 | Nachbarland | Ort im Nachbarland           | Art des Überganges                                | Besonderheit(en)                             | Koordinaten                      | Foto        |
| Kavango-Ost                   | Kavango-Ost | Kavango-Ost                  | Kavango-Ost                                       | Kavango-Ost                                  | Kavango-Ost                      | Kavango-Ost |
| ----------------------------- | ----------- | ---------------------------- | ------------------------------------------------- | -------------------------------------------- | -------------------------------- | ----------- |
| Mohembo (Muhembo)             | Botswana    | Mohembo                      | /A35                                              |                                              | 18° 15′ 0″ S, 21° 45′ 7,2″ O     |             |
| Sarusungu (Rundu)             | Angola      | Calai                        | Schwimmbrücke Brücke geplant (Stand Oktober 2019) | über den Okavango                            | 17° 53′ 35,5″ S, 19° 46′ 21,4″ O |             |
| Kavango-West                  |             |                              |                                                   |                                              |                                  |             |
| Katwitwi                      | Angola      | Cabo                         | Straße                                            |                                              | 17° 23′ 22,9″ S, 18° 24′ 34,6″ O |             |
| Nkurenkuru                    | Angola      | Cuangar                      | Fähre Brücke geplant (Stand Oktober 2019)         |                                              | 17° 37′ 31,1″ S, 18° 36′ 54,4″ O |             |
| ǁKarasKlicklaut               |             |                              |                                                   |                                              |                                  |             |
| Ariamsvlei                    | Südafrika   | Nakop                        | B3                                                |                                              | 28° 7′ 12″ S, 19° 50′ 6″ O       |             |
| Klein Menasse                 | Südafrika   | Rietfontein                  | C16                                               |                                              | 26° 45′ 17,3″ S, 19° 59′ 59,3″ O |             |
| Mata Mata                     | Südafrika   | Twee Rivieren                | C15                                               | nur nutzbar für Touristen                    | 25° 46′ 1,9″ S, 19° 59′ 46,6″ O  |             |
| Noordoewer                    | Südafrika   | Vioolsdrift                  | Dries-Malan-Brücke /                              | Tripolis-Windhoek-(Kapstadt)-Highway         | 28° 45′ 0″ S, 17° 37′ 0″ O       |             |
| Oranjemund                    | Südafrika   | Alexander Bay/ Alexanderbaai | Ernest-Oppenheimer-Brücke                         | über den Oranje                              | 28° 33′ 54,3″ S, 16° 30′ 14,4″ O |             |
| Sendelingsdrift (Rosh Pinah)  | Südafrika   | Sendelingsdrift              | Fähre                                             | über den Oranje; nur nutzbar für Touristen   | 28° 5′ 56″ S, 16° 52′ 42,7″ O    |             |
| Velloorsdrift                 | Südafrika   | Onseepkans                   | C10                                               |                                              | 28° 43′ 47,8″ S, 19° 18′ 19,5″ O |             |
| Ohangwena                     |             |                              |                                                   |                                              |                                  |             |
| Oshikango                     | Angola      | Santa Clara                  | B1                                                | Tripolis-Windhoek-(Kapstadt)-Highway         | 17° 23′ 26,2″ S, 15° 53′ 26,5″ O |             |
| Omaheke                       |             |                              |                                                   |                                              |                                  |             |
| Trans-Kalahari (Buitepos)     | Botswana    | Mamuno                       | B6                                                | Trans-Kalahari Corridor                      | 22° 16′ 50,5″ S, 20° 0′ 0″ O     |             |
| Omusati                       |             |                              |                                                   |                                              |                                  |             |
| Omahenene                     | Angola      | Calueque                     | Straße                                            |                                              | 17° 23′ 27,6″ S, 14° 34′ 1,2″ O  |             |
| Omuvelo-Wakashamane (Ksamane) | Angola      |                              | Straße (DR3668)                                   |                                              | 17° 23′ 27,2″ S, 15° 14′ 54,4″ O |             |
| Ruacana                       | Angola      | Ruacana                      | Straße                                            |                                              | 17° 23′ 30,9″ S, 14° 13′ 21,6″ O |             |
| Otjozondjupa                  |             |                              |                                                   |                                              |                                  |             |
| Dobe (Tsumkwe)                | Botswana    | Dobe                         | C44                                               |                                              | 19° 34′ 40,4″ S, 21° 0′ 0″ O     |             |
| Sambesi                       |             |                              |                                                   |                                              |                                  |             |
| Impalila Island               | Botswana    | Kasane                       | Boot                                              |                                              | 17° 46′ 30,5″ S, 25° 9′ 43″ O    |             |
| Kasika                        | Botswana    |                              |                                                   |                                              | 17° 48′ 45,7″ S, 25° 6′ 11,9″ O  |             |
| Katima Mulilo (Wenela)        | Sambia      | Sesheke                      | (bei der Katima-Mulilo-Brücke)                    | Walvis Bay-Ndola-Lubumbashi Development Road | 17° 28′ 21″ S, 24° 14′ 54,6″ O   |             |
| Ngoma                         | Botswana    | Kasane                       | Ngomabrücke /                                     |                                              | 17° 55′ 12,7″ S, 24° 43′ 2,6″ O  |             |
| Singalamwe (Kamenga)          | Sambia      | Imusho                       | Straße (Eröffnung geplant (Stand April 2023))     |                                              |                                  |             |

### Geplante Grenzübergänge
| Grenzübergang   | Nachbarland | Ort im Nachbarland | Art des Überganges | Besonderheit(en)      | Koordinaten                      |
| --------------- | ----------- | ------------------ | ------------------ | --------------------- | -------------------------------- |
| Kayova          | Angola      | Port Gciriko       | Brücke             | (Stand Oktober 2019)  |                                  |
| Mukwe           | Angola      | Mukano             | Brücke             | (Stand März 2014)     |                                  |
| Onungurura      | Angola      | Nduvacana          |                    | (Stand November 2024) | 16° 59′ 6,1″ S, 13° 22′ 43,7″ O  |
| Otjimuhaka      | Angola      |                    |                    | (Stand November 2024) | 17° 19′ 51,5″ S, 13° 50′ 20,1″ O |
| Macenje Harbour | Sambia      | Mamboba            | Fähre              | (Stand April 2023)    |                                  |

## Flughäfen

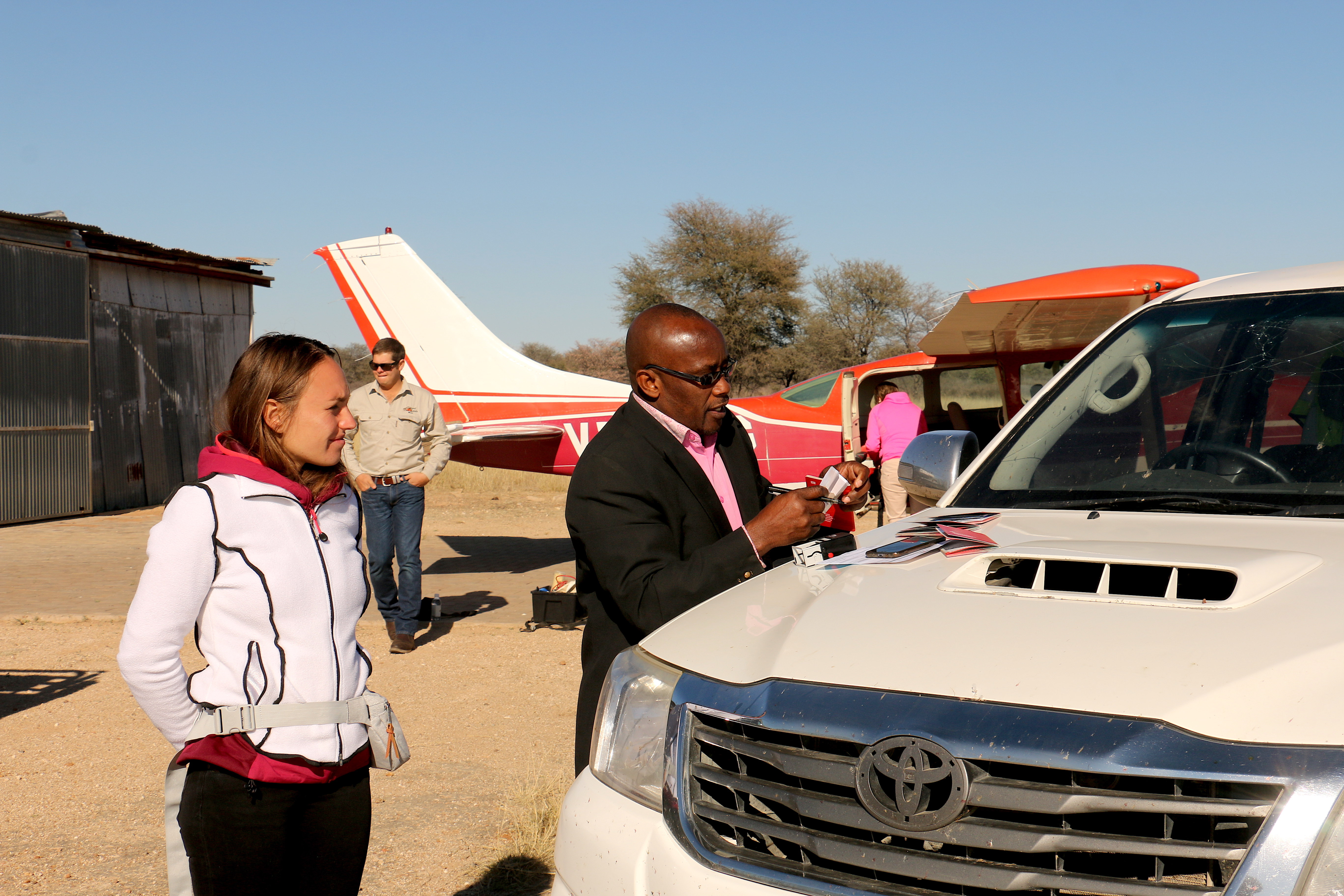
Passkontrolle am Flugplatz von Gobabis kurz vor dem Abflug nach Maun (Botswana) (2017)

Grenzkontrollen an internationalen Flughäfen (Stand März 2024):
- Flughafen Grootfontein
- Internationaler Flughafen Hosea Kutako
- Flugplatz Karasburg
- Flughafen Katima Mulilo (Mpacha)
- Flughafen Keetmanshoop
- Flughafen Lüderitz
- Flughafen Ondangwa
- Flughafen Rundu
- Flughafen Walvis Bay
- Flughafen Windhoek-Eros

## Seehäfen

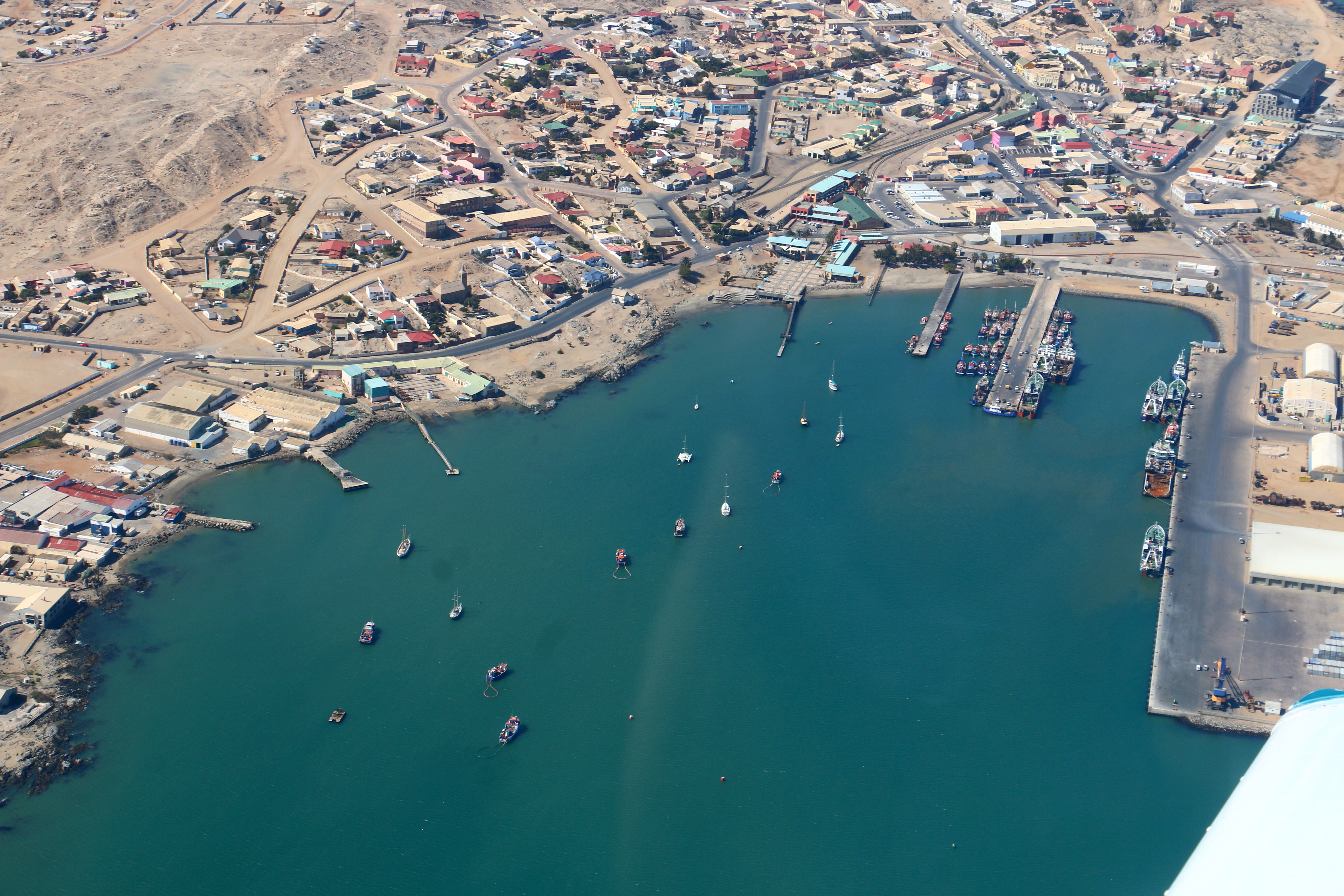
Der Hafen in der Lüderitzbucht

- Hafen Lüderitz
- Hafen Walvis Bay